# Ana Muiña
Ana Muiña Fernández (Santa Cruz de Tenerife, 1957) es una historiadora, activista, diseñadora gráfica, escritora y editora española. Destaca por su labor investigadora de la historia social y los movimientos sociales, en particular, sobre los movimientos feministas. Es autora de un gran número de artículos y libros que recogen sus investigaciones, además de editora de textos relacionados con ha historia social y los feminismos, así como de libros de artista.

## Trayectoria
Ana Muiña Fernández nació en Santa Cruz de Tenerife, pero muy pronto su familia se traslada a Madrid, ciudad donde desarrolla toda su trayectoria vital, activista y profesional.
Inició su activismo en la adolescencia dentro del movimiento estudiantil, más tarde en el vecinal en el barrio de Vallecas, en el sindical creando secciones sindicales en la prensa escrita madrileña desde el inicio de la Transición; también formó parte de Las Comisiones de Parados durante la Transición y en el movimiento antinuclear y antimilitarista (1980). Participó en las II Jornadas Estatales sobre la Mujer, celebradas en Granada en 1979, es militante activa en colectivos de mujeres en Vallecas y de distintos ámbitos territoriales como UMF (Unión de Mujeres Feministas) y para la Fundación Mujeres ha creado campañas de comunicación y visibilización sobre la violencia de género . No duda en apoyar las causas que le parecen justas, como la huelga de los trabajadores del metro de Madrid en 2010.
Fue fundadora y presentadora del programa de radio Revolviéndolo todo (1983-85) en la emisora alternativa de radios libres Radio Cero, constituida por la Comisión Anti-Otan y en Onda Verde (primera radio libre ecologista). Realiza uno de los primeros programas de radio alternativo de contenido feminista mezclado con la ecología y el antimilitarismo en Madrid
Continúa activa con su militancia feminista y participa en jornadas y congresos, tales como Congreso Mundos de Mujeres, Universidad Complutense (2008); Congreso Centenario Hildegart Rodríguez Carballeira (2014); Jornadas de prevención y eliminación de la violencia machista (2015) o Voces Mediterráneas V. 5.º Congreso internacional, Intercultural sobre las Mujeres en el Mediterráneo en la Universidad Internacional Menéndez Pelayo-Santander ( 2011).
En la tarea de visibilizar a las mujeres y con motivo del cincuentenario del mayo del 68 francés, Ana Muiña organizó y participó en diversos coloquios y debates, incidiendo y poniendo de manifiesto el protagonismo de las mujeres, destacando nombres tales como Mercedes Comaposada Guillón, Sara Berenguer Laosa, Claire Auzias , Lola Iturbe Arizcuren, Emmanuela Beltrán Rahola (Emma Cohen).
En 2008 a propuesta de la Fundación Mujeres recibió el Premio Trayectoria Profesional de la Federación Española de Mujeres Directivas, Ejecutivas, Profesionales y Empresarias (FEDEPE), al destacar "su ejemplo de trabajo duro y esfuerzo, no solo por su  capacidad de organización y liderazgo no autoritario, sino también por su acentuada sensibilidad social".

## Actividad

### Investigadora

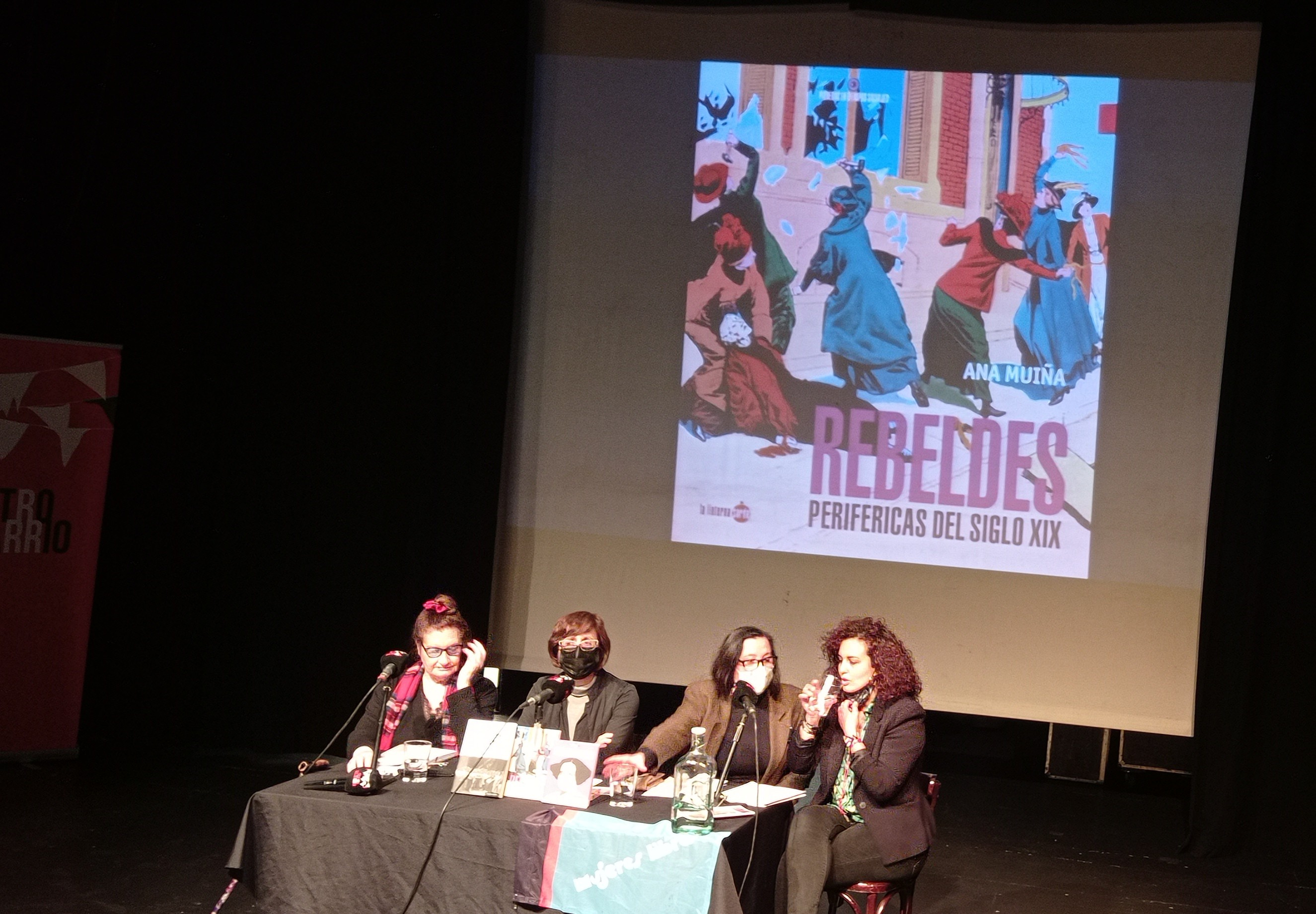
Antonina Rodrigo, Laura Vicente, Ana Muiña y Cristina Mateos en la presentación del libro Rebeldes periféricas del siglo XIX, en el Teatro del Barrio de Madrid

La investigación realizada sobre mujeres del siglo XIX, comienza en 1930 y la dirige hacia atrás en el tiempo. Este estudio pone de manifiesto como desde el siglo XIX, 350 mujeres que permanecen en el olvido, aportaron unas ideas avanzadísimas tales como el feminismo, el antimilitarismo y pacifismo, el internacionalismo, el laicismo, el librepensamiento, el sindicalismo, la maternidad consciente,  a los movimientos sociales contemporáneos. De esta investigación surgió “Rebeldes periféricas” . Ana Muiña dice  “Los movimientos de mujeres libres del siglo XIX dejaron sembrado su ejemplo hasta ahora”.
Sus trabajos y publicaciones, internacionalmente, son consultados, estudiados y citados en trabajos de máster y de doctorado que versan sobre feminismo, comunicación y violencia de género.

### Editora
Coeditora de publicaciones alternativas como "Tiempos Salvajes" y "La Mujer Feminista". Cofundadora, en 2008, de la editorial alternativa La Linterna Sorda, dedicada la publicación de investigaciones y ediciones textos de crítica social, feminismos y libros de artista. Seguidora de la consigna punk ¡Hazlo tú misma! (Do It Yourself) en la editorial se hace de todo y se realizan todos los procesos de producción hasta enviar los libros a la imprenta.
En la editorial mantiene dos colecciones dedicadas a los movimientos feministas: 
- “Pioneras en tiempos salvajes” (historia feminista) con libros como: Emma Goldman. Anarquista de ambos mundos (2011) y Las noches oscuras de María de Cazalla (2011)

- “Espacios de Igualdad” (dedicada a la comunicación y género).

##### Edición, Introducción y prólogo
- Lucía Sánchez Saornil, entre mujeres anarquistas. Ignacio C. Soriano. Edición de Ana Muiña (2022) La linterna sorda

- El anarquismo y otros ensayos. Emma Goldman. Introducción de Ana Muiña (2021) Alianza Editorial.

- Amparo Poch y Gascón. La vida por los otros. Antonina Rodrigo. Edición de Ana Muiña (2020) La linterna sorda

- Mariana de Pineda. Yo soy la Libertad herida por los hombres. Antonina Rodrigo. Edición de Ana Muiña (2019) La linterna sorda

- Las periodistas de la Fronde. Elena Pintado Miranda. Edición de Ana Muiña (2018).[21]

- Esplendor en la noche. Vivencias de Mayo del 68. Coautora y coeditora  junto a Agustín Villalba (2017).[22]

- La literatura rusa, Los ideales y la realidad. Piotr Kropotkin. Edición e introducción: Ana Muiña. (2014). segunda edición.[23]

- ¡Escucha, hombrecillo!.Discurso sobre la mediocridad. Wilhelm Reich.(2015)[24]

- Aurora de sangre. Vida y muerte de Hildegart. Eduardo de Guzmán. (2014). Edición e introducción: Ana Muiña.[25]

- La lectura es secreto. Rosa Chacel. Edición e introducción: Ana Muiña. (2014).[26]

- ¡España Libre!. Albert Camus. (2014). Coautora y coeditora junto a Agustín Villalba[27]

- La Sangre de la Libertad. Albert Camus. (2013).Coautora y coeditora junto a Agustín Villalba[28]

- Bilis. Vómitos de tinta. Luis Bonafoux. (2009).Coautora y coeditora junto a Agustín Villalba[29]

- Puntos negros y otros artículos. José Nakens. (2009).Coautora y coeditora junto a Agustín Villalba[30]

- La literatura rusa, Los ideales y la realidad. Piotr Kropotkin.[31]

- Caja de fotografías firmadas y numeradas por Montserrat Santamaría (2008) y otras artistas.

### Escritora

##### Libros
- Cipriano Mera, vida y acción de un anarquista de Madrid. Coautora y coeditora con Agustín Villalba. (2022). La linterna sorda
- André Léo. Del socialismo utópico a la Comuna de París (2021)
- Rosa Luxemburg, en la tormenta. (2019).
-Esplendor en la noche. Vivencias de Mayo del 68. Coautora y coeditora. (2017). 
-Mina Loy. Futurismo Dadá Surrealismo. (2016)...
-La gran guerra y los movimientos antimilitaristas internacionales de mujeres. Emma Goldam y Louise Bryant. Mujeres, comunicación y conflictos armados. Coautora, edición y diseño gráfico del libro. (2016)..
-Mujeres y comunicación. Coautora, edición y diseño gráfico. (2015).
-Rebeldes periféricas del siglo XIX. (2008). Nueva edición (2021).

##### Artículos
La mujer más peligrosa de Estados Unidos. Emma Goldman.
José Nakens. Semblanza de un lúcido maestro de periodismo.
Apuntes sobre la historia del anticlericalismo español. Las religiones degradan y embrutecen.
Las madrigueras del oscurantismo.
Biografía de Mujeres Andaluzas (BMA) 
Nosotras, las que no tenemos nombre.

##### Prensa escrita
Ha trabajado en Diario 16, Cambio 16, El País, El Europeo,  Vogue (revista)…

### Docencia
-Cursos de postgrado: Título de Especialista. Agente para la detección en violencia de género. Universidad Complutense, años académicos 2009-2010, 2010-2011, 2011-2012, 2013-2014, Conferencias en las clases de Historia del pensamiento político, Universidad Autónoma de Madrid, Universidad Pompeu y Fabra, Barcelona, Universidad Complutense: 2019-2022
-Cursos de verano de la Universidad Complutense, El Escorial: 2014.Mujeres, Comunicación y Conflictos armados. Desde la Primera Guerra Mundial hasta hoy.
-Cursos de verano Universidad Internacional Menéndez Pelayo, Santander. “Voces mediterráneas V. La memoria de las mujeres” Santander, 13-15 de julio de 2011
- Desde 2019 participa en los cursos Nociones Comunes. Universidad experimental de Madrid, espacio de formativo de Traficantes de Sueños y la Fundación de los Comunes.

#### Conferencias, coloquios, entrevistas
Entrevista sobre Mina Loy, autora del primer manifiesto feminista.
XIX Jornadas Libertarias CGT València "Las revoluciones con nombre de mujer". "Las primeras revoluciones modernas (1789-1917)".
Velada Dadá (2017).
Participación en el ciclo de conferencias celebrado con ocasión del centenario del fallecimiento del pensador anarquista Pietr Kropotkin, organizado por el Grupo Higinio Carrocera en colaboración con Cambalache y Radio QK en Oviedo, con la conferencia Kropotkin, el brillante sol del invierno.
Participación en el documental Eduardo de Guzmán, El Literato Anarquista.
Mujeres pioneras en tiempos salvajes.
Memorables, Insignes e Intrépidas, 1870-1931, Asociación Museo de Hechos y Derechos de las mujeres,  Alicante (2016).
Coloquio “Redes comunitarias de mujeres. El apoyo mutuo como estrategia”(2015)
SANGRE FUCSIA #105 – EDITORAS EN LA NOCHE DE LOS LIBROS.
SANGRE FUCSIA #68 – HILDEGART RODRÍGUEZ, LA VIRGEN ROJA.
Charla – Debate: Mujeres en los movimientos sociales contemporáneos.
Presentación del libro “Los Coppola, una familia de cine” en La Casa Encendida.
Mujeres en pie de guerra. Tolerancia cero. RTVE.es A la Carta.
Un Programa feminista. Entrevista de Radio 3 El postre - 08/10/08.

### Diseñadora gráfica
Revistas Trasversales
-Subdirectora artística y la jefa de diseño de publicaciones como la revista cultural mensual El Europeo (1988-1992), Vogue.
Diseños y comunicación
-Carteles y promoción cinematográfica española e internacional, como Pajarico, de Carlos Saura
Diseño de la campaña: ¡Aborto seguro! para la Red Estatal de Organizaciones Feministas.